# Ямковой, Леонид Яковлевич
Леонид Яковлевич Ямковой (4 июля 1940, Ярославль — 2 мая 2010, Тольятти, Самарская область) — советский спортсмен и тренер по спортивной акробатике. Заслуженный мастер спорта СССР (1970).

## Биография
Занимался акробатикой в Ярославле, тренировался у В. Коркина. Выступал за команду «Буревестник». Был верхним в паре с Владимиром Аракчеевым. Пара стала чемпионами СССР в 1961 году. На следующий год за десять дней до начала чемпионата СССР был прооперирован по поводу удаления аппендицита. Несмотря на это пара успешно выступила, отстояв чемпионские титулы.
Окончил факультет физической культуры Ярославского государственного педагогического университета
В 1965 году вслед за тренером пара переехала в Волгоград, где Коркин организовал специализацию по подготовке тренерских кадров по акробатике в местном институте физкультуры. В 1968 году переехал в Тольятти, где работал тренером в местной спортшколе «Акробат».
В 1969 году в паре с Аракчеевым стал чемпионом СССР по акробатике среди добровольных спортивных обществ
За годы работы в спортшколе Леонид Ямковой подготовил двукратных чемпионок РСФСР и бронзовых призёров чемпионата СССР Ольгу Смолину, Ирину Сибрину и Людмилу Акимову, победительниц чемпионата Вооруженных Сил СССР Надежду Москову и Наталью Пеляк и многих других спортсменов.